# Национальная общественная телерадиокомпания Украины
Национальная общественная телерадиокомпания Украины (укр. Національна суспільна телерадіокомпанія України, НСТУ) — принадлежащее государству публичное акционерное общество, осуществляющее теле- и радиовещание.
НОТУ вещает на двух общенациональных телеканалах — Первый и Культура, трёх общенациональных радиоканалах — Украинское радио, Радио Проминь и Радио Культура, международном Radio Ukraine International, а также на региональных теле- и радиоканалах.
Её статус регулируется Законом Украины «Об Общественном телевидении и радиовещании Украины», принятым 17 апреля 2014 года. Финансирование НОТУ осуществляется из государственного бюджета и от коммерческих поступлений. Государственные органы не имеют права вмешиваться в программную политику компании.

## История

### Появление радиовещания на Украине
16 ноября 1924 года в 19:00 в Харькове, тогдашней столице УССР, вышла в эфир первая отечественная радиопередача. Из громкоговорителей прозвучало: «Алло, алло, алло! Говорит Харьков, говорит Харьков, говорит Харьков!». В честь начала вещания Украинского радио в 1994 году 16 ноября на Украине объявлено Днем работников радио, телевидения и связи.
Программы на украинском языке были сначала ограничены по времени и по содержанию — более 70 % составляли политпросвещение и агитация. Это были «радиогазеты», а также доклады, беседы, последние новости, сообщения из съездов и совещаний. Лишь впоследствии программы радиостанций в УССР дополнили музыкальные, литературно-драматические, программы для детей и молодежи. Десять лет Украинский радио вещало из Харькова. В Киев переехало в 1934 году, когда сюда переместили столицу Украинской ССР — перебрался вместе со всеми властными органами и Всеукраинский комитет радиофикации и радиовещанию при Совнаркоме УССР.

### Радиокомитет УССР (1933—1953)
В 1933 году был создан Комитет по радиофикации и радиовещанию при Совете Народных Комиссаров УССР (с 1946 года — при Совете Министров УССР) (Радиокомитет УССР), начавший ретрансляцию Всесоюзного радио и запустивший «республиканское окно» на Всесоюзном радио.

### Радиоуправление УССР (1953—1957)
В 1953 году Радиокомитет УССР был подчинён Министерству культуры УССР и переименован в Главное управление радиоинформации Министерства культуры УССР (Радиоуправление УССР), в том же году начавший ретрансляцию Центрального телевидения (ЦТ) (с 1956 года I программы ЦТ) и запустивший «республиканское окно», получившее 20 января 1965 году название «Украинское телевидение» (УТ).

### Гостелерадио УССР (1957—1991)
В 1957 году оно вновь было выделено из Министерства культуры УССР и переименовано в Государственный комитет УССР по телевидению и радиовещанию (Гостелерадио УССР). 6 марта 1972 года Гостелерадио УССР начало ретрансляцию Московская программа ЦТ. В начале 1980-х годов УТ было переведено на отдельный (2-й канал). 1 января 1982 года на 2-м канале Гостелерадио УССР начало ретрансляцию IV программы ЦТ, переименованную в II программы ЦТ, УТ было переведено на 3-й канал.

### ГТРК Украины (1991—1995)
24 мая 1991 года Гостелерадио УССР было переименовано в Государственную телерадиокомпанию Украины (укр. Державна телерадіомовна компанія України, ДТРК, ГТРКУ, Укрателерадиокомпания). 1 января 1992 года в вечерние часы на 2-м канале ГТРК Украины запустила телеканал УТ-2, телеканал УТ стал называться Первый.

### НТК Украины (1995—2017)
В 1995 году ГТРК Украины было разделено на Национальную телекомпанию Украины (НТКУ) (получившая 4 июня 2002 года статус национального учреждения) и Национальную радиокомпанию (НРКУ), управление которыми было передано Государственный комитет Украины по телевидению и радиовещанию (Госкомтелерадио Украины). 1 августа 1995 года УТ-1 было переведено на первый канал. 3 сентября 1995 года УТ-2 перешли утренние и дневные часы на втором канале, вещание РТР на Украине было прекращено. 1 января 1997 года вечерний эфир на 2-м телеканале перешёл частной телекомпании «1+1». С 2002 года Первый национальный канал вещает и за границей благодаря стараниям Национального космического агентства Украины. 6 сентября 2004 года второй телеканал был передан от Национальной телекомпании Украины частной телекомпании «1+1».

### НОТ Украины (с 2017)
19 января 2017 года Национальная телекомпания Украины, Национальная радиокомпания Украины, Государственная телерадиокомпания «Культура» и региональные государственные телерадиокомпании были реорганизованы путём объединения в ПАО «Национальная общественная телерадиокомпания Украины» (укр. Національна Суспільна Телерадіокомпанія України, НОТ Украины).
Стратегическое руководство компанией осуществляет Наблюдательный совет, в который входят по одному представителю от депутатских фракций и групп Верховной Рады Украины и девять представителей от общественных объединений и ассоциаций а различных сферах. К полномочиям Наблюдательного совета относится избрания на открытом конкурсе председателя и членов правления компании, установление основных направлений деятельности НОТУ, утверждение условий и размеров оплаты труда работников, назначение трети членов редакционного совета и утверждения редакционного устава, отбор аудиторской компании для осуществления ежегодного внешнего аудита, утверждение ежегодного отчёта о деятельности НОТУ и обеспечения его обнародования и др.

## Телеканалы
Общенациональные
- Первый
- Общественное Культура
- Общественное Спорт

Областные
- Общественное Винница
- Общественное Днепр
- Общественное Донбасc
- Общественное Житомир
- Общественное Запорожье
- Общественное Ивано-Франковск
- Общественное Киев
- Общественное Кропивницкий
- Общественное Крым[7]
- Общественное Луцк
- Общественное Львов
- Общественное Николаев
- Общественное Одесса
- Общественное Полтава
- Общественное Ровно
- Общественное Сумы
- Общественное Тернополь
- Общественное Ужгород
- Общественное Харьков
- Общественное Херсон
- Общественное Хмельницкий
- Общественное Черкассы
- Общественное Чернигов
- Общественное Черновцы

## Районные отделения НОТУ
- Корпункт филиала «UA: Днепр» в городе Кривой Рог (бывшая телерадиокомпания «Криворожье»)
- Корпункт филиала «UA: Чернигов» в городе Новгород-Северский (бывшая телерадиокомпания «Северская»)

## Радиоканалы
Общенациональные
- Украинское радио
- Радио Проминь
- Радио Культура

Интернет-вещание
- Сказки

Международные
- Radio Ukraine International

Региональные
- Радио Голос Донбасса
- Радио Пульс
- Радио Тиса FM
- Украинское радио. Винница
- Украинское радио. Голос Киева
- Украинское радио. Днепр
- Украинское радио. Днепр (Кривой Рог)
- Украинское радио. Житомирская волна
- Украинское радио. Запорожье
- Украинское радио. Карпаты
- Украинское радио. Кропивницкий
- Украинское радио. Луганщина
- Украинское радио. Луцк
- Украинское радио. Львов
- Украинское радио. Николаев
- Украинское радио. Одесса
- Украинское радио. Подолье
- Украинское радио. Полтава
- Украинское радио. Ровно
- Украинское радио. Сумы
- Украинское радио. Тернополь
- Украинское радио. Ужгород
- Украинское радио. Харьков
- Украинское радио. Херсон
- Украинское радио. Черкассы
- Украинское радио. Черниговская волна
- Украинское радио. Черновцы

## Руководство и структура Национальной общественной телерадиокомпании Украины
До 1995 года НТКУ — Государственная телерадиовещательная компания Украины (ГТРК).
- 01.06.1995 — 21.08.1996 — Савенко А. Н.
- 21.08.1996 — 18.11.1996 — Кулик З. В. (и. о.)
- 18.11.1996 — 01.10.1998 — Лешик В. К.
- 05.10.1998 — 17.11.1998 — Княжицкий Н. Л.
- 17.11.1998 — 21.06.1999 — Кулик З. В.
- 21.06.1999 — 15.07.1999 — Савенко А. Н. (и. о.)
- 16.07.1999 — 19.11.2001 — Долганов В. А.
- 19.11.2001 — 28.03.2003 — Сторожук И. А.
- 26.03.2003 — 25.02.2005 — Савенко А. Н.
- 25.02.2005 — 08.09.2005 — Стецькив Т. С.
- 27.10.2005 — 18.02.2008 — Докаленко В. В.
- 25.02.2008 — 17.03.2010 — Илащук В. С.
- 18.03.2010 — 19.02.2013 — Бенкендорф Е. А.
- 20.02.2013 — 24.03.2014 — Пантелеймонов А. Е. (вр. и. о.)
- 25.03.2014 — 30.01.2019 — Аласания З. Г.
- 31.01.2019 — н.в. — Чернотыцкий Н. Н.

До 1990-х годов существовали 10 тематических главных редакций Украинского телевидения и киностудия Укртелефильм (существует и ныне).
Современная структура:
- Центральная дирекция (укр. Центральна дирекція) (до 19 июля — Центральная дирекция, Центральная дирекция «Канал «Культура» (Центральна дирекція канал «Культура»), Киевская региональная дирекция (Київська регіональна дирекція))[9]
  - Департамент информационного вещания
  - Творческое объединение общественно-политического вещания
  - Творческо-производственное объединение «Музыка»
  - Творческое объединение музыкальных и развлекательных программ
  - Творческое объединение образовательного вещания
  - Творческое объединение «UA: Культура»
  - Творческое объединение «Крым»
  - Творческое объединение «Киев»[10]
- Центральная дирекция «Украинское радио» (укр. Центральна дирекція «Українське радіо»), вещает радиопрограммы «Українське радіо», «Радіо Промінь», «Радіо Культура» и «Radio Ukraine International»
- Харьковская региональная дирекция (укр. Харківська регіональна дирекція), вещает телепрограмму «UA: Харків» и  радиопрограмму «UA: Українське радіо Харків»
- Региональная дирекция «UA: Донбас» (укр. Регіональна дирекція «UA: Донбас»), вещает телепрограмму «UA: Донбас», радиопрограммы «Радіо «Голос Донбасу» и «Радіо «Пульс»
- Днепровская региональная дирекция (укр. Дніпровська регіональна дирекція), вещает телепрограмму «UA: Дніпро» и радиопрограмму «UA: Українське радіо Дніпро»
- Запорожская региональная дирекция (укр. Запорізька регіональна дирекція), вещает телепрограмму «UA: Запоріжжя» и радиопрограмму «UA: Українське радіо Запоріжжя»
- Херсонская региональная дирекция (укр. Херсонська регіональна дирекція), вещает телепрограмму «UA: Херсон» и «UA: Українське радіо Херсон»
- Николаевская региональная дирекция (укр. Миколаївська регіональна дирекція), вещает телепрограмму «UA: Миколаїв» и радиопрограмму «UA: Українське радіо Миколаїв»
- Одесская региональная дирекция (укр. Одеська регіональна дирекція), вещает телепрограмму «UA: Одеса» и «UA: Українське радіо Одеса»
- Сумская региональная дирекция (укр. Сумська регіональна дирекція), вещает телепрограмму «UA: Суми» и «UA: Українське радіо Суми»
- Черниговская региональная дирекция (укр. Чернігівська регіональна дирекція), вещает телепрограмму укр. «UA: Чернігів» и радиопрограмму «UA: Українське радіо Чернігівська хвиля»
- Киевская региональная дирекция (укр. Київська регіональна дирекція), вещает телепрограмму «UA: Київ» и радиопрограмму «UA: Українське радіо Голос Києва»
- Полтавская региональная дирекция (укр. Полтавська регіональна дирекція), вещает телепрограмму «UA: Полтава» и радиопрограмму «UA: Українське радіо Лтава»
- Кировоградская региональная дирекция «UA: Кропивницький» и «UA: Українське радіо Кропивницький»
- Житомирская региональная дирекция (укр. Житомирська регіональна дирекція), вещает телепрограмму «UA: Житомир» и радиопрограмму «UA: Українське радіо Житомирська хвиля»
- Хмельницкая региональная дирекция (укр. Хмельницька регіональна дирекція), вещает телепрограмму «UA: Поділля» и радиопрограмму «UA: Українське радіо Поділля-центр»
- Ровненская региональная дирекция (укр. Рівненська регіональна дирекція), вещает телепрограмму «UA: Рівне» и «UA: Українське радіо Рівне»
- Винницкая региональная дирекция (укр. Вінницька регіональна дирекція), вещает телепрограмму «UA: Вінниця» и радиопрограмму «UA: Українське радіо Вінниця»
- Тернопольская региональная дирекция (укр. Тернопільська регіональна дирекція), вещает телепрограмму «UA: Тернопіль» и радиопрограмму «UA: Українське радіо Тернопіль»
- Волынская региональная дирекция (укр. Волинська регіональна дирекція), вещает телепрограмму «UA: Волинь» и радиопрограмму «UA: Українське радіо Луцьк»
- Черкасская региональная дирекция (укр. Черкаська регіональна дирекція), вещает телепрограмму «UA: Черкаси» и «UA: Українське радіо Рось»
- Черновицкая региональная дирекция (укр. Чернівецька регіональна дирекція), вещает телепрограмму «UA: Буковина» и радиопрограмму «UA: Українське радіо Буковина»
- Львовская региональная дирекция (укр. Львівська регіональна дирекція), вещает телепрограмму «UA: Львів» и радиопрограмму «UA: Українське радіо Львів»
- Иваново-Франковская региональная дирекция (укр. Івано-Франківська регіональна дирекція), вещает телепрограмму «UA: Карпати» и «UA: Українське радіо Карпати»
- Закарпатская региональная дирекция (укр. Закарпатська регіональна дирекція), вещает телепрограмму «UA: Закарпаття» и радиопрограммы «UA: Українське радіо Ужгород» и «Радіо Тиса»

## Современные руководители
10 апреля 2017 года председателем правления Национальной общественной телерадиокомпании Украины избран Зураб Аласания.
31 января 2019 года Наблюдательный совет решил досрочно разорвать контракт с Зурабом Аласанией, однако 12 февраля отложил расторжение до 6 мая — до окончания президентских выборов.

### Международное сотрудничество
1 января 1993 года Национальная общественная телерадиокомпания Украины вступила в Европейский вещательный союз и получила права на трансляции таких европейских мероприятий, как Конкурс песни Евровидение, летние и зимние Олимпийские игры, а также чемпионаты Европы и мира по футболу. С 2005 по 2015 год компания сотрудничала с каналом Euronews, 24 августа 2011 года состоялся запуск украиноязычной версии европейского новостного телеканала (проект закрыт 21 мая 2017 года). С 21 августа 2010 года НОТУ состоит в Международном союзе радио и телевидения.